# 1747
Het jaar 1747 is het 47e jaar in de 18e eeuw volgens de christelijke jaartelling.

## Gebeurtenissen
Gehele jaar - Oostenrijkse Successieoorlog, 1740-1748.
februari
- 28 - Ten zuiden van Wijk bij Duurstede breekt de Lekdijk door. Delen van de provincie Utrecht lopen onder water.

april
- 17 - Raadspensionaris Jacob Gilles ontvangt bericht van de Fransen dat ze niet langer het grondgebied van de Republiek zullen ontzien. Franse troepen vallen Staats-Vlaanderen binnen.
- 24 - Inname van Sluis door Franse troepen.
- 30 - Inname van Sas van Gent door Franse troepen.

mei
- 1 - Manifestatie op de Dam in Amsterdam voor de verheffing van de prins van Oranje tot stadhouder.
- 2 - De Friese stadhouder Willem Karel Hendrik Friso wordt tot stadhouder van Zeeland benoemd, na een week van rellen in de Zeeuwse steden. De prins en de Staten van Zeeland kunnen het echter niet eens worden over de positie van de stadhouder. De Staten gaan uit van de Unie van Utrecht, terwijl Willem Karel het gezag alleen de eed wil afleggen op de 'Instructie' van zijn voorganger Willem III.
- 4 - Ook de Staten van Holland roepen de prins van Oranje uit tot stadhouder.
- 4 op 5 - Het huis Berkenrode bij Haarlem brandt af in de nacht door onvoorzichtigheid van het personeel nadat het met kaarsen en vetpotjes is geïllumieerd ter ere van de verheffing van prins Willem IV tot erfstadhouder.
- 10 - Inname van Hulst door Franse troepen. Heel Staats-Vlaanderen in Franse handen.
- 20 - Vredesonderhandelingen te Breda worden afgebroken en in Aken voortgezet.
- 20 - In de Statenvergadering te Middelburg legt Willem IV de eed af als stadhouder.

juli
- 2 - Slag bij Lafelt (Riemst) tussen Frankrijk en de Oostenrijkse Nederlanden in de buurt van Maastricht. Franse overwinning dankzij de Ierse brigade, die een bres forceert in de geallieerde linies. De Franse koning Lodewijk XV volgt de slag vanaf de Sieberg ten westen van Herderen.
- 14 - Begin Beleg van Steenbergen.

augustus
- 7 - Slag bij Wouw (bij Bergen op Zoom), waar het Franse leger de Geallieerden versloeg.

september
- 16 - Franse troepen nemen de onneembaar geachte Staats-Brabantse vesting Bergen op Zoom in. De stad wordt zwaar geplunderd.

november
- 16 - De Staten van Holland verklaren het stadhouderschap erfelijk.

december
- december - De Windesheimer molen in Zwolle brandt af.
- december - De Engels-Hollandse vloot in de Zeeuwse wateren wordt door een storm zwaar beschadigd.

zonder datum
- De Pruisische koning Frederik de Grote neemt zijn zomerpaleis Slot Sanssouci in gebruik. De bouw in rococostijl is voltooid door de Nederlandse bouwmeester Jan Bouman.

## Bouwkunst

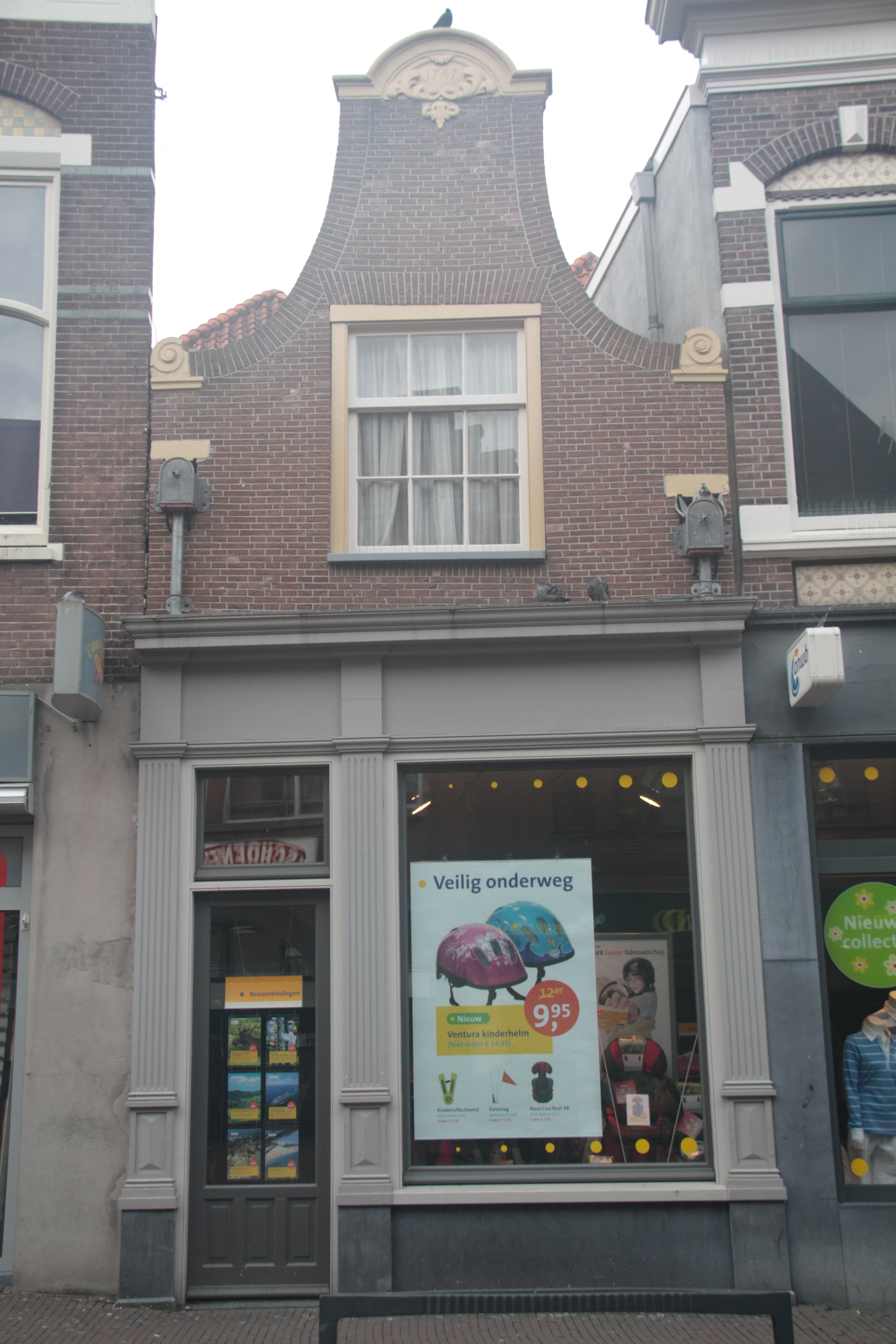
Woonhuis Amersfoort (1747)